# Zaleukos
Zaleukos var en lagstiftare i den forngrekiska staden Lokroi i Kalabrien i nuvarande södra Italien. Han sägs ha utarbetat den första skriftliga grekisk-lokroianska lagen under det 7:e århundradet f.Kr. Den lokroianska lagtexten gynnade tydligt de högre samhällsklasserna. Men Zaleukos var ändå känd för sin strävan efter lika lagar för alla delar av samhället. Inga andra fakta är kända om honom.
Enligt legenden skulle äktenskapsbrott straffas med förlust av synen. När hans egen son anklagades för ett sådant brott vägrade Zaleukos att rentvå honom. Men för att följa lagens bokstav, offrade han själv ett av sina egna ögon för att lindra sonens straff.
En annan av Zaleukos lagar förbjöd bärande av vapen i senaten. I ett angeläget ärende till senaten råkade han då själv en gång vara beväpnad med ett svärd. En snarlik historia berättas även om Charondas. När man påpekade detta lagbrott för honom, kastade han sig själv på svärdet. Detta för att visa att stiftade lagar alltid måste följas.
Den som vill föreslå en ny lag, eller ändring av en redan existerande, ska med ett rep om halsen framlägga sitt förslag inför ett medborgarråd. Om rådet röstar emot förslaget ska förslagsställaren omedelbart strypas.